# Nikollë Lesi
Nikollë "Nikoll" Lesi (ur. 6 sierpnia 1963 w Lezhë) – albański fizyk, parlamentarzysta, redaktor naczelny i współzałożyciel dziennika „Koha Jonë”.

## Życiorys
W 1987 roku ukończył studia na Wydziale Fizyki Uniwersytetu Tirańskiego. Pracował jako nauczyciel fizyki w szkołach w Lezhy i Zejmenie.
W 1991 roku współzałożył pierwsze niezależne albańskie czasopismo „Koha Jonë”, którego był redaktorem naczelnym do 1997 roku.
W latach 1997–2005 był deputowanym do Zgromadzenia Albanii (do 1998 Zgromadzenie Ludowe); początkowo jako niezrzeszony, następnie jako reprezentant Chrześcijańsko-Demokratycznej Partii Albanii, której przewodził od 2002 do czerwca 2006 roku.

## Kontrowersje
W styczniu 2004 roku został pozwany przez premiera Fatosa Nano za rzekome rozpowszechnianie fałszywych informacji o nim w „Koha Jonë” (w artykule z marca 2004 roku napisano, że premier odniósł korzyść finansową przy zakupie państwowego banku przez austriackie przedsiębiorstwo) i ukarany przez sąd grzywną 2 mln leków – równowartości 20200 dolarów (100 średnich miesięcznych pensji w Albanii); w 2005 roku odwołał się od wyroku sądu. W maju 2004 roku żona premiera Albanii, Xhoana Nano oskarżyła go przed sądem o zniesławienie i zażądała pozbawienia go immunitetu parlamentarnego, albański parlament jednak zagłosował za utrzymaniem jego immunitetu. Sam Lesi jako lider opozycji z kolei wnioskował o uchylenie immunitetu premierowi, aby policja mogła go przesłuchać w kwestii jego domniemanej pomocy przy szmuglowania broni dla Albańczyków w Kosowie.

## Życie prywatne
Żonaty, ojciec dwóch synów. Mieszka w Tiranie.